# Kōmura Masahiko
Komura Masahiko (高村 正彦 Kōmura Masahiko, Cao Thôn Chính Ngạn) (sinh ngày 15 tháng 3 năm 1942) là một nhà chính trị thuộc Đảng Dân chủ Tự do Nhật Bản, từng là Bộ trưởng Bộ Ngoại giao Nhật Bản, Bộ trưởng Bộ Tư pháp Nhật Bản, Bộ trưởng Bộ Quốc phòng Nhật Bản. Ông là một đại biểu Hạ viện Nhật Bản thuộc đơn vị bầu cử thứ nhất của tỉnh Yamaguchi.
Kōmura sinh ở tỉnh Ehime. Ông được bầu vào Hạ viện tháng 6 năm 1980, và từ đó được bầu vào Hạ viện nhiều lần. Ông đã trở thành cục trưởng Cục Kế hoạch kinh tế (hàm bộ trưởng) vào tháng 6 năm 1994, làm bộ trưởng ngoại giao tháng 7 năm 1998, và bộ trưởng tư pháp tháng 12 năm 2000. Tháng 8 năm 2007, dưới thời thủ tướng Abe Shinzo, ông được bổ nhiệm chức bộ trưởng quốc phòng. Sau khi Abe từ chức tháng 9 năm 2007, Kōmura trở thành bộ trưởng ngoại giao lần thứ nhì vào ngày 6 tháng 9 năm 2007 trong nội các của thủ tướng Fukuda.